# Chanoch Nissany
Chanoch Nissany (en hebreo: ניסני חנוך; Tel Aviv, Israel; 29 de julio de 1963) es un expiloto de automovilismo israelí-húngaro. Fue probador oficial de la escudería Minardi en Fórmula 1 en 2005.

## Carrera
Antes de ser piloto, Nissany era un exitoso empresario y hombre de negocios. Su carrera deportiva comenzaría mientras presenciaba el Gran Premio de Hungría de 2001 como un aficionado más, y le dijo a un compañero que «quería ser piloto de F1». Al año siguiente, a la edad de 39 años, empezaría su carrera profesional, aunque anteriormente había corrido en Fórmula Renault. Compitió en la Fórmula 2000 de Hungría, consiguiendo dos campeonatos. Compitió en Fórmula 3000 Internacional en 2004 con Coloni, y luego fue piloto de desarrollo o pruebas de Jordan y Minardi en Fórmula 1.
Nissany fue el tercer piloto de Minardi en el Gran Premio de Hungría de 2005. En dichas prácticas, quedó a 13 segundos del tiempo de Michael Schumacher.
Volvió a la Fórmula 2000, ganando los campeonatos de 2006, 2007 y 2009.

## Vida personal
Su hijo Roy también es piloto. Actualmente corre en el Campeonato de Fórmula 2 de la FIA, y a su vez es piloto de pruebas de Williams Racing en Fórmula 1.

## Resultados

### Fórmula 3000 Internacional
(Clave) (negrita indica pole position) (cursiva indica vuelta rápida)

| Año     | Escudería         | 1   | 2   | 3   | 4   | 5   | 6   | 7   | 8       | 9       | 10     | Pos. | Puntos |
| ------- | ----------------- | --- | --- | --- | --- | --- | --- | --- | ------- | ------- | ------ | ---- | ------ |
| 2004    | Coloni Motorsport | IMO | CAT | MON | NÜR | MAG | SIL | HOC | HUN Ret | SPA Ret | MNZ 12 | 22.º | 0      |
| Fuente: |                   |     |     |     |     |     |     |     |         |         |        |      |        |

### Fórmula 1
(Clave) (negrita indica pole position) (cursiva indica vuelta rápida)

| Año     | Escudería       | 1   | 2   | 3   | 4   | 5   | 6   | 7   | 8   | 9   | 10  | 11  | 12  | 13     | 14  | 15  | 16  | 17  | 18  | 19  | Pos. | Puntos |
| ------- | --------------- | --- | --- | --- | --- | --- | --- | --- | --- | --- | --- | --- | --- | ------ | --- | --- | --- | --- | --- | --- | ---- | ------ |
| 2005    | Minardi F1 Team | AUS | MYS | BHR | SMR | ESP | MON | EUR | CAN | USA | FRA | GBR | GER | HUN TD | TUR | ITA | BEL | BRA | JPN | CHN |      |        |
| Fuente: |                 |     |     |     |     |     |     |     |     |     |     |     |     |        |     |     |     |     |     |     |      |        |